# إنتروبيا التبخر
انتروبيا التبخر(بالإنجليزي:Entropy of vaporization) هي الزيادة في الأنتروبي أثناء عملية التبخر ,يأخذ قيم إيجابية عند تحول المادة من الحالة الصلبة البلورية المنتظمة أو الحالة السائلة إلى الحالة الغازية ,يرمز له ΔSovap ويقاس بوحدة جول/mol·درجة حرارة مطلقة ,
ويترتب على تغير انتروبيا التبخر ونقطة الغليان تغير المحتوى الحراري كالتالي :
{\displaystyle \Delta H_{vap}=T_{vap}\times \Delta S_{vap}}
في حالة ارتباط التغير في طورالمادة مع التغير في طاقة جيبس الحرة تأخذ انتروبيا التبخر قيمة سالبة.